# Concerto de Varsovie

Le Concerto de Varsovie (Warsaw Concerto) est une courte œuvre pour piano et orchestre du compositeur britannique Richard Addinsell, écrite pour le film de 1941 Dangerous Moonlight (en) de Brian Desmond Hurst, traitant de la lutte des Polonais contre l'invasion nazie en 1939. 

## Description
Son exécution dure normalement un peu moins de dix minutes. Le concerto est un exemple de musique à programme, représentant à la fois la lutte pour la liberté de Varsovie et la romance des principaux personnages du film. Il est devenu très populaire en Grande-Bretagne pendant la Seconde Guerre mondiale. 
Le concerto est écrit à l'imitation du style de Serge Rachmaninoff. Il a lancé la mode des concertos de piano courts dans le style romantique, notamment pour les musiques de film.